# Villadia nelsoni
Villadia nelsoni es una especie de la familia de las crasuláceas, comúnmente llamadas, siemprevivas, conchitas o flor de piedra (Crassulaceae), dentro del orden Saxifragales en lo que comúnmente llamamos plantas dicotiledóneas, aunque hoy en día se agrupan dentro de Magnoliopsida. El nombre del género fue dado en honor al Dr. Manuel Villada (1841 – 1924), quien fuera médico, botánico y editor de la revistas “La Naturaleza”, la especie V. nelsoni, hace referencia al apellido Nelson, pero no se puede determinar con exactitud, incluso puede ser un autonombramiento, pues el nombre completo del autor es Joseph Nelson Rose.

## Clasificación y descripción
Planta de la familia Crassulaceae. Planta papilosa, con pocas ramas basales de 1-6 dm de altura, hojas espatuladas, redondeadas en la punta, algo aplanadas, de 1.5-4 cm de largo, 8-15 mm de ancho, dispersas hacia la punta de los tallos, verdes. Inflorescencia en espiga o tirso de 8-18 cm de largo, que muere hasta la mitad de la planta después de la floración, con 6-20 cortos de 1-3 flores sésiles; sépalos ascendentes, ovados u oblongos, de 2-3 mm de largo; corola blanca, de 5-6 mm de largo, el tubo de 1.5 mm de longitud; ovario corto, estilos largos y algo recurvados. Cromosomas n= 20.

## Distribución
Endémica de México, los registros indican que se restringe solo al estado de Oaxaca, pero la localidad tipo se atribuye a Guerrero.
Localidad tipo: Guerrero: entre Petatlán y Ayotzinapa.

## Ambiente
No se tienen datos exactos de sus afinidades ecológicas.

## Estado de conservación
No se encuentra catalogada bajo algún estatus o categoría de conservación, ya sea nacional o internacional.